# 日本・モンゴル経済連携協定
日本・モンゴル経済連携協定（にほん・モンゴルけいざいれんけいきょうてい、英語: Agreement between Japan and Mongolia for an Economic Partnership）とは、2016年に日本とモンゴルの間で締結された経済連携協定（EPA）である。日本法においては国会承認を経た「条約」であり、日本政府による日本語の正式な題名・法令番号は「経済上の連携に関する日本国とモンゴル国との間の協定（平成28年条約第8号）」である。

## 署名・発効までの経緯
2009年12月17日の東京における岡田外相とモンゴルのザンダンシャタル外交・貿易大臣の会談において、日・モンゴル両国でEPA官民共同研究の立ち上げを検討することで一致した。
2010年6月にウランバートルにて官民共同研究の第1回会合、同11月に東京にて第2回会合、2011年3月にウランバートルにて第3回会合が開催され、両国で協議を行ってきた結果、両国首脳に対する日・モンゴル経済連携協定交渉入りの提言を含む報告書が発出された。
2012年3月12日の、野田首相と、モンゴルのスフバータル・バトボルド首相との日・モンゴル首脳会談において、両首脳は日・モンゴル経済連携協定交渉を開始することを決定した。
2012年6月4日から7日までの日程でモンゴルのウランバートルにおいて、日・モンゴル経済連携協定（EPA）交渉の第1回会合が開催され、日本とモンゴルのEPA交渉が開始された。
2012年12月11日から14日までの日程で東京において、日・モンゴル経済連携協定（EPA）交渉の第2回会合が開催された。
2013年4月2日から5日までの日程でモンゴルのウランバートルにおいて、日・モンゴル経済連携協定（EPA）交渉の第3回会合が開催された。
2013年7月2日から5日までの日程で東京において、日・モンゴル経済連携協定（EPA）交渉の第4回会合が開催された。
2013年12月16日から19日及び24日までの日程でモンゴルのウランバートルにおいて、日・モンゴル経済連携協定（EPA）交渉の第5回会合が開催された。
2014年4月22日から26日までの日程で東京において、日・モンゴル経済連携協定（EPA）交渉の第6回会合が開催された。
2014年6月12日から18日及び24日から28日までの日程でモンゴルのウランバートルにおいて、日・モンゴル経済連携協定（EPA）交渉の第7回会合が開催された。
2014年7月22日、安倍首相とツァヒャー・エルベグドルジ大統領との首脳会談における共同声明で、日・モンゴル経済連携協定交渉の大筋合意が発表された。
2015年2月10日、安倍首相とチメディーン・サイハンビレグ首相とが東京において、経済連携協定に署名した。
日本における国内手続として、2015年3月10日に、協定の締結承認案件が閣議決定され、同日衆議院へ提出された。国内法の改正については、外務省は条約の説明書において、「必要としない」としている。
衆議院において、協定の締結承認案件は、外務委員会に付託され、2015年4月22日に委員会で、4月23日に衆議院本会議で可決され、参議院に送られた。賛成会派は、「自由民主党; 民主党・無所属クラブ; 維新の党; 公明党; 次世代の党; 生活の党と山本太郎となかまたち; 社会民主党・市民連合」、反対会派は「日本共産党」であった。
参議院において、協定の締結承認案件は、外交防衛委員会に付託され、協定は、2015年5月14日に委員会で、5月15日に参議院本会議で可決され、国会の承認がされた。賛成会派は、「自由民主党; 民主党・新緑風会; 維新の党; 公明党; 社会民主党・護憲連合; 次世代の党; みんなの党; 新党改革・無所属の会」、反対会派は「日本共産党」であった、。
2016年5月8日、両国の国内手続の終了を受け、モンゴルのウランバートルにおいて，経済上の連携に関する日本国とモンゴルとの間の協定（日・モンゴル経済連携協定（EPA））の効力の発生のための外交上の公文の交換が行われた。
2016年6月7日、協定が発効した。

## 協定の主要内容
日本は、鉱工業品（ほぼ全ての品目について即時関税撤廃又は10年以内の段階的関税撤廃）、農林水産品では、一部の牛肉調製品等ペットフード等ののアクセス改善を実施。
日本は、鉱工業品（自動車及び自動車部品（主力の4500cc以下の完成車(製造後0～3年)は即時関税撤廃、自動車部品及びその他の完成車はほとんどが10年以内の関税撤廃 (総輸出額の7割
弱)、一般機械（主力の建設用機械(ブルドーザー等)の即時関税撤廃を含む10年以内の段階的関税撤廃（総輸出額の20％弱））のアクセス改善、農林水産品（切り花，果実，味噌・醤油等（ 即時撤廃又は段階的関税撤廃）、清酒及び焼酎（即時関税撤廃）のアクセス改善などを獲得している。